# Panops baudini
Panops baudini är en tvåvingeart som beskrevs av Jean-Baptiste Lamarck 1804. Panops baudini ingår i släktet Panops och familjen kulflugor. Inga underarter finns listade i Catalogue of Life.